# 레이 브라운
레이 브라운(Ray Brown, 1926년 10월 13일 ~ 2002년 7월 2일)은 오스카 피터슨과 엘라 피츠제럴드와 광범위한 작업을 한 것으로 알려진 아프리카계 미국인 재즈 더블 베이시스트이다.